# Montenegro nos Jogos Olímpicos de Verão de 2020
Montenegro está representado nos Jogos Olímpicos de Verão de 2020 por um total de 33 desportistas que competem em 6 desportos. Responsável pela equipa olímpica é o Comité Olímpico de Montenegro, bem como as federações desportivas nacionais da cada desporto com participação.
Os portadores da bandeira na cerimónia de abertura foram o jogador de polo aquático Draško Brguljan e a jogadora de andebol Jovanka Radičević.